# Birkelse Hovedgård
 For alternative betydninger, se Birkelse.
Birkelse  er en gammel hovedgård. Birkelses historie går helt tilbage til 1202, da godset var ejet af Vitskøl Kloster. Gården ligger ved Ryå, i Aaby Sogn, Kær Herred, Jammerbugt Kommune og Vendsyssel. Hovedbygningen er opført i 1555-1697, men er ombygget i 1819 efter en brand. Birkelse Gods er på 2836 hektar med Rævkærgård, Erikkasminde, Gammel Toftegård, Ny Toftegård, Skeelslund, Kraglund og Tagmarken. Fra 1656 til i dag har Birkelse været ejet af familien Skeel. Gården ligger i dag på Kammerherrensvej 59-62, 9440 Aabybro.

## Historie
Birkelse nævnes tidligst i et kongebrev (som Birkils) fra omkring 1202-04 i hvilket Valdemar 2. Sejr stadfæstede Vitskøl Klosters besiddelse af bl.a. Birkelse. Sidst i 14. årh. afhændede klostret gården til Børglumbispen, og en proces mellem klostret og bispestolen som afsluttedes 1495 faldt ud til bispestolens fordel.
I midten af 15. årh. boede væbneren Peder Grøn (formentlig død tidligst 1452) og hustru Gyde Nielsdatter på stedet; han fungerede sikkert som Børglumbispens lensmand. 1494 nævnes en vis Mads Andersen som foged. 1534 afbrændtes gården af bønderne og inddroges efter reformationen 1536 under kronen. Christian 3. afstod 1540 gården sammen med andet gods til Peder Ebbesen Galt til Tyrrestrup, ved hvis død enken Ingeborg Gjordsdatter Drefeld overtog den i sameje med sine da 10 umyndige børn. Hun døde 1552, hvorefter hendes ældste søn Anders Pedersen Galt overtog og boede på gården. Det er formentlig Anders Pedersen Galt som opførte en del af det endnu bevarede stuehus og forøgede gårdens fæstegods betragteligt. Efter hans død 1585 har enken Inger Klausdatter Ravensberg til Kindholm (Horns herred Sjælland) (død 1599) muligvis ejet gården sammen med børnene, men 1589 må sønnen Ebbe Andersen Galt have ejet den. Endnu samme år måtte han, der ægtede en "ufri" (dvs. ikke-adelig) kvinde, sælge sin hovedgård med tilliggende gods til sin fætter Niels Eriksen Kaas (Sparre-Kaas) (død 1620). Denne gik 1613 fallit, hvorefter en del af kreditorerne solgte hovedgården Birkelse, som da var på 72 tønder hartkorn, og forskelligt andet gods til senere rigsmarsk Jørgen Lunge til Odden (hovedgård), hvis moder Anne Maltesdatter Sehested beboede gården til sin død 1621. Sønnen døde her 1619, men havde forinden samlet det meste af Birkelses fæstegods. Hans enke Sofie Stensdatter Brahe (død 1659) ejede derefter gården og tilkøbte bl.a. Toftegård, Rævkærgård, Ulveskoven og Nejsumskov.
Ved skifte 1656 arvede den da afdøde datter Margrete Lunges søn, Mogens Kristensen Skeel til Fussingø mv. (død 1694) halvdelen af Birkelse med tilliggende gods, men mageskiftede straks denne halvpart til sin moster Ide Lunge (død 1671), enke efter hr. Otte Albretsen Skeel til Katholm mv. (død 1644). Fra Ide Lunge overgik den 1660 til sønnen Otte Ottesen Skeel.
Den anden halvpart af Birkelse udlagdes 1656 til Sofie Brahes datterdatter Kirsten Bille (død 1704), der gjorde sin gård Rævkærgård til hovedgård og lagde en del af Birkelses gods herunder. Efter ægteskab 1662 med senere gehejmeråd og deputeret Otte Kristensen Skeel til Vallø (død 1695) solgte de for 11.534 rigsdaler deres halvdel af gården (36 tønder hartkorn, med fæstegods og skove: 181 tønder hartkorn) til ovennævnte Otte Ottesen Skeel, der derved samlede Birkelse, hvor han vist 1660 tog ophold.
1668 erhvervede han Rævkærgård med godstilliggender, 1677 Knudseje og Dybvad, 1681 Hjermeslevgård og 1691 halvdelen af Hammelmose foruden tiender og Åby bro med broafgift og kro.

### Stamhuset Birkelse
1696 lod Otte Ottesen Skeel oprette Stamhuset Birkelse af Birkelse, Rævkærgård, Hjermeslevgård og halvdelen af Hammelmose med fæstegods, 7 kirketiender og 5 kongetiender. Dette overgik ved Otte Ottesen Skeels død samme år til brodersønnen, kaptajn Kristoffer Jørgensen Skeel, idet hans egen søn, kammerjunker Ove Skeel ikke måtte tiltræde stamhuset, så længe hans tyskfødte hustru Charlottte Frederikke Trautenberg levede. Efter Kristoffer Skeels død 1699 succederede da denne broder kaptajn Anders Jørgensen Skeel til Mullerup (død 1702) og derefter hans enke Sofie Amalie Vind (død 1743); hun bortforpagtede Birkelse, men måtte efter Charlotte Frederikke Trautenbergs død overlade stamhuset til erektors søn
Ove Skeel, som var gift anden gang 1714 med Sophie Hedvig komtesse Rantzau (død 1775), som efter hans død indehavde stamhuset til 1735, da hun ægtede generalløjtnant Christian Frederik greve Levetzau til Restrup mv. (død 1756).
Stamhusbesidder var derefter senere gehejmeråd, stiftamtmand Holger Skeel til Mullerup til sin død 1764 og derefter enken Regitze Sofie baronesse Gyldenkrone (død 1779), der 1766 afstod stamhuset til sønnen kammerherre og amtmand Andreas Skeel, der boede på Langholt, men under Birkelse – senest 1775 – oprettede byggergården Skeelslund.
Efter hans død 1776 overtog moderen atter stamhuset men overlod det næste år til sin anden søn kammerherre Fritz Christian Skeel til Mullerup, der 1794 udvidede stamhuset med den anden halvdel af Hammelmose (39 tønder hartkorn) med tilliggende fæstegods (199 tønder hartkorn), købt for ...
Birkelse gods omfattede til 1921 3/4 af Store Vildmose.

## Ejere af Birkelse
- 1200 Kronen
- (1202-1395) Vitskøl Kloster
- (1300-1536) Børglum Kloster
- (1536-1540) Kronen
- (1540-1548) Peder Ebbesen Galt til Tyrrestup
- (1548-1552) Ingeborg Gjordsdatter Drefeldt gift Galt
- (1552-1585) Anders Pedersen Galt
- (1585-1586) Inger Clausdatter Ravensberg til Kindholm
- (1586- ) Ebbe Andersen Galt
- (1589-1613) Niels Eriksen Kaas (Sparre-K.)
- (1613-1619) Jørgen Lunge til Odden gift med Sophie Stensdatter Brahe
- (1619-1656) Sophie Stensdatter Brahe enke efter Jørgen Lunge
- (1656) Mogens Christensen Skeel
- (1656-1662) Kirsten Bille
- (1656-1660) Ide Lunge, gift Skeel
- (1660-1663) Otte Ottesen Skeel / Kirsten Hansdatter Bille m.fl.
- (1663-1696) Otte Ottesen Skeel
- (1696-1699) Christoffer Jørgensen Skeel
- (1699-1702) Anders Jørgensen Skeel til Mullerup
- (1702-1712) Sophie Amalie Vind gift Skeel
- (1712-1723) Ove Ottesen Skeel
- (1723-1735) Sophie Hedevig Komtesse Rantzau gift Skeel
- (1735-1764) Holger Andersen Skeel til Mullerup
- (1764-1766) Regitze Sophie Gyldenkrone gift Skeel
- (1766-1776) Andreas Holgersen Skeel
- (1776-1777) Regitze Sophie Gyldenkrone gift Skeel
- (1777-1798) Frederik Christian Holgersen Skeel til Mullerup
- (1798-1815) Cathrine Elisabeth de Cicignon til Nakkebølle gift Skeel
- (1815-1826) Sophus Peter Frederik Andersen Skeel
- (1826-1833) Amalie Hedevig Trampe gift Skeel
- (1833-1849) Jørgen Erik Frederik Sophusen Skeel
- (1849-1859) Charlotte Adelaide Ahlefeldt-Laurvigen gift Skeel
- (1859-1897) Sophus Frederik Erik Otto Jørgensen Skeel
- (1897-1918) Jørgen Erik Frederik Sophusen Skeel
- (1918-1940) Fanny Elisabeth baronesse Gyldenkrone gift Skeel
- (1940-1964) Ove Jørgensen Skeel
- (1964-1973) Ove Jørgensen Skeel / Erik Ludvig Ovesen Skeel
- (1973-1983) Erik Ludvig Ovesen Skeel
- (1983-1993) Erik Ludvig Ovesen Skeel / Jørgen Christian Eriksen Skeel
- (1993-) Godsejer/Vindmølleejer Jørgen Christian Skeel

## Ekstern henvisning
- Dansk Center for Herregårdsforskning: Birkelse Arkiveret 11. august 2016 hos  Wayback Machine, hentet 19. juli 2016
- J.P. Trap: Danmark 5.udgave, Kraks Landbrug